# 1561
سنة 1561 كانت سنة بسيطة تبدأ يوم الأربعاء (الرابط يظهر نموذج التقويم الكامل للسنة) من التقويم اليولياني.

## أحداث
- تأسيس مدينة سان كريستوبال وتقع حاليا في فنزويلا.
- تأسيس مدينة ميندوزا وتقع حاليا في الأرجنتين.
- تأسيس مدينة سانتا كروز دي لا سييرا وتقع حاليا في بوليفيا.

## مواليد
- فرانسيس بيكون

## وفيات
- شاهزاده بايزيد
- محمد بن عبد الرحمن العلقمي، فقيه ومفسر ومحدث مدرس مصري.